# Pass That Peace Pipe

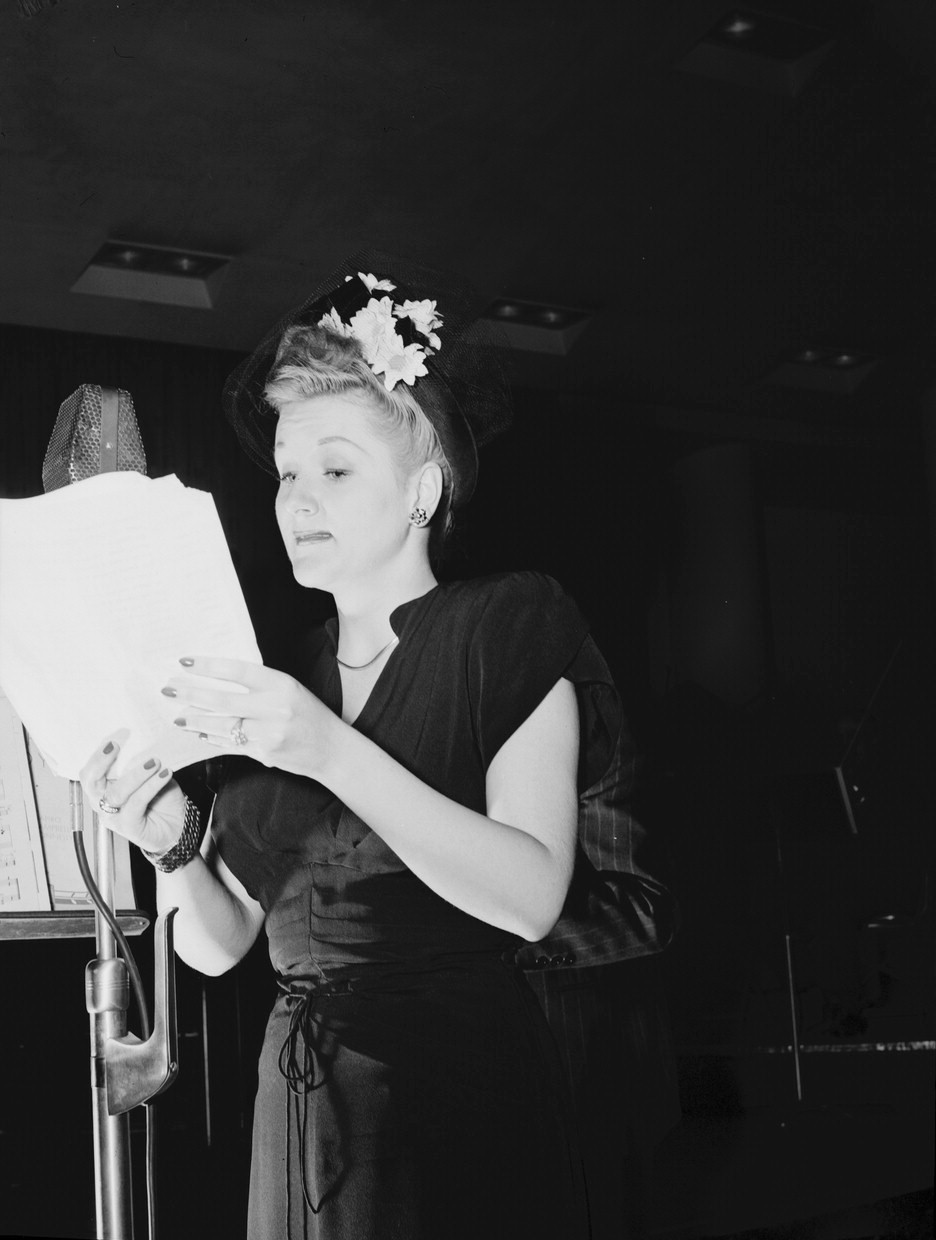
Margaret Whiting (um 1947)

Pass That Peace Pipe ist ein Song von Roger Edens, Hugh Martin und Ralph Blane, der für den Film Good News geschrieben und 1947 veröffentlicht wurde.

## Geschichte
Das Songwriter-Team Edens-Martin-Blane schrieb Pass That Peace Pipe für den MGM-Musicalfilm Good News (1947, Regie: Charles Walters), mit June Allyson und Peter Lawford in den Hauptrollen. Pass That Peace Pipe wird in dem Film von  Joan McCracken, Ray McDonald und Chor vorgestellt. Das Lied gibt der Sängerin und Tänzerin  McCracken die Gelegenheit, sich in Good News solistisch mit ihrer Nummer Pass That Peace Pipe in Szene zu setzen, die an Sing-und-Tanznummern von Indianern erinnert und die sich durch McCrackens Darbietung in eine lebhafte Ensemble-Tanzsequenz entwickelt.
Das Lied erhielt 1948 eine Oscar-Nominierung in der Kategorie Bester Song. Dinah Shore präsentierte den Song bei der Vorstellung im Shrine Auditorium. 
Im Songtext berichtet der Ich-Erzähler von einem Medizinmann, der ihm Ratschläge gibt, wenn die Dinge einem grau erschienen und man nicht in ein Loch fallen soll („so don’t get yourself in a snit“).
Zahlreiche Coverversionen von Pass That Peace Pipe wurden Ende der 1940er-Jahre eingespielt, u. a. von Eddie Cantor and The Sportsmen, Harry Cool and His Orchestra (Mercury 5080), Margaret Whiting/Frank De Vol (Capitol 15010), Bing Crosby (Decca 24269),  Art Mooney (MGM 10112), Kay Kyser (Columbia 78-37956), Beryl Davis (RCA Victor 20-2483) und Martha Tilton (Majestic 1176), ferner von Sammy Davis junior (LP 1974).